# Tour First
A Tour First (Tour CB31, korábbi nevén Tour UAP 1974–1998 között, illetve Tour Axa 1998–2007 között) felhőkarcoló a párizsi La Défense üzleti központban. Courbevoie önkormányzathoz tartozik. Eredetileg 1974-ben épült az UAP biztosítótársaság számára, akkor 159 m magas volt. Alapja háromágú csillag formájú az UAP-t létrehozó három francia biztosítótársaság egyesülésének szimbolizálására. Miután az Axa biztosítótársaság 1996-ban megvásárolta az UAP-t, a tornyot Tour Axának nevezték át.
2007-ben kezdődött és 2011-ben fejeződött be a torony nagyszabású felújítása, melynek során a magasságát 225 méterre, a toronnyal együtt pedig 231 méterre növelték, ezzel Franciaország legmagasabb felhőkarcolója lett a Tour Montparnasse előtt; csak az Eiffel-torony magasabb nála.

## Fordítás
Ez a szócikk részben vagy egészben  a   Tour First című angol Wikipédia-szócikk ezen változatának fordításán alapul.  Az eredeti cikk szerkesztőit annak laptörténete sorolja fel. Ez a jelzés csupán a megfogalmazás eredetét és a szerzői jogokat jelzi, nem szolgál a cikkben szereplő információk forrásmegjelöléseként.